# サン・シーロ (コモ県)
サン・シーロ（伊: San Siro）は、イタリア共和国ロンバルディア州コモ県にある、人口約1,700人の基礎自治体（コムーネ）。

## 地理

### 位置・広がり
コモ県北東部に位置するコモ湖畔のコムーネ。県都コモから北北東へ30kmの距離にある。

#### 隣接コムーネ
隣接するコムーネは以下の通り。括弧内のLCはレッコ県所属を示す。
- ベッラーノ (LC)
- クレーミア
- デルヴィオ (LC)
- メナッジョ
- ペルレード (LC)
- プレージオ

### 地震分類
イタリアの地震リスク階級 (it) では、4 に分類される
。

## 行政

### 山岳部共同体
広域行政組織である山岳部共同体「ヴァッリ・デル・ラーリオ・エ・デル・チェレージオ山岳部共同体」 (it:Comunità montana Valli del Lario e del Ceresio) （事務所所在地: グラヴェドーナ・エドゥニーティ）を構成するコムーネの一つである。

### 分離集落
サン・シーロには、以下の分離集落（フラツィオーネ）がある。
- Acquaseria, Camnasco, Carcente, Gallio, Lancio, La Torre, Lucena, Marena, Marledo, Maso, Mastena, Noledo, Pezzo, Rezzonico, Roncate, San Martino, Santa Maria, Sant'Abbondio, Treccione

## 歴史
サン・シーロのコムーネは1999年3月3日の財務省の省令により、2002年11月29日に「サンタッボンディオ」 (Sant'Abbondio) と、「サンタ・マリーア・レッツォーニコ」 (Santa Maria Rezzonico) が合併して出来た。